# 大阪府道218号河内長野かつらぎ線
大阪府道218号河内長野かつらぎ線（おおさかふどう218ごう かわちながのかつらぎせん）は、大阪府河内長野市から和歌山県伊都郡かつらぎ町に至る一般府道である。

## 概要
大阪府河内長野市錦町から和歌山県伊都郡かつらぎ町大字大畑に至る。
大阪府と和歌山県にまたがる一般府道の路線番号は原則750番台となるが、本路線は750番台ではない。
ただし、この路線の現時点の終点は、河内長野市とかつらぎ町の府県境となっており、和歌山県から先は大阪府道・和歌山県道61号堺かつらぎ線として管理されている。加えて、この路線を管理する富田林土木事務所によると、大阪府道・和歌山県道61号堺かつらぎ線との重複区間は存在していないことになっている
また、和歌山県道218号は別に存在している（和歌山県道218号平瀬上三栖線）。
以上を踏まえて、この路線を本稿では和歌山県道として取り扱わないこととする。
路線は、起点から上原町（国道371号交点）と高向（文化園口交差点）から終点の2箇所が指定されている。起点 - 上原町間は、歩道未整備ながらも両側2車線となっている。分断区間は府道指定がされていないだけで、そのまま両側1.5車線の直線で通じている。
高向（文化園口交差点付近）以降は集落の間を縫うように続き、河内長野市立高向小学校から日野地区までには拡幅済み区間が一部にあるものの、それより南の滝畑ダムまでの区間は石川に沿って1.0車線の山岳道路が断続的に続くため、車両の通行は困難である。よって、滝畑ダムまでのアクセスには大阪外環状線の天野山トンネル間から分岐する2車線市道（関西サイクルスポーツセンター経由）での迂回が推奨されている。滝畑ダム造成による付け替え区間は2車線道となり、先述の市道と合流したのち、大阪府道・和歌山県道61号堺かつらぎ線との重複区間となる。
河内長野市からかつらぎ町への移動は、国道371号経由か国道480号経由へ迂回が無難である。

### 路線データ
- 起点：大阪府河内長野市錦町（川見の辻交差点、国道170号旧道交点）
- 終点：和歌山県伊都郡かつらぎ町大字大畑（大阪府道・和歌山県道61号堺かつらぎ線上）
- 総延長：7.7 km[1]

## 歴史
- 1959年（昭和34年）12月1日 - 道路法（昭和27年法律第180号）第7条の規定に基づき、一般府道の整理番号28の路線として大阪府が初回認定した[4]。同時期に錦町から高向までの幅員5.5 m以下だった旧道の約100 m北側に、現在の2車線道を設置した。
- 1967年（昭和42年） - 1981年（昭和56年） - 滝畑ダム造成に伴い、一部区間が2車線の新道に付け替えられた。
- 1972年（昭和47年） - 1982年（昭和57年） - 河内長野市錦町・栄町土地区画整理事業によって沿線の整備がなされた[5]。
- 1996年（平成8年） - 道路改良事業に伴う埋蔵文化財発掘調査が行われ、その報告がなされた。

## 路線状況

### 重複区間
- 国道371号（大阪府河内長野市高向 - 河内長野市上原町・上原町交差点）
- 国道170号（大阪府河内長野市上原町・上原町交差点 - 河内長野市高向・文化園口交差点）
- 大阪府道・和歌山県道61号堺かつらぎ線（大阪府河内長野市滝畑 - 和歌山県伊都郡かつらぎ町大字大畑（終点））

### 道路施設

#### 橋梁
- 大阪府
  - 汐滝橋（石川、河内長野市）
  - 深谷橋（河内長野市）
  - 新滝尻橋（石川、河内長野市）

#### トンネル
- 大阪府
  - 滝畑第二隧道：延長132 m、1976年（昭和51年）竣工、河内長野市

滝畑ダム造成に伴う新道の付け替えによってできた。なお同年に完成の滝畑第一隧道は、このトンネルから北へ約200 mの市道に存在する。

## 地理

### 通過する自治体
- 大阪府
  - 河内長野市
- 和歌山県
  - 伊都郡かつらぎ町

### 交差する道路
| 交差する道路                                         | 都道府県名 | 市町村名   | 市町村名   | 交差する場所 | 交差する場所          |
| ---------------------------------------------------- | ---------- | ---------- | ---------- | ------------ | --------------------- |
| 国道170号 / 旧道 大阪府道20号枚方富田林泉佐野線 重複 | 大阪府     | 河内長野市 | 河内長野市 | 錦町         | 川見の辻交差点 / 起点 |
| 国道371号 重複区間起点                               | 大阪府     | 河内長野市 | 河内長野市 | 高向         |                       |
| 国道170号 重複区間起点 国道371号 重複区間終点        | 大阪府     | 河内長野市 | 河内長野市 | 上原町       | 上原町交差点          |
| 国道170号 重複区間終点                               | 大阪府     | 河内長野市 | 河内長野市 | 高向         | 文化園口交差点        |
| 大阪府道・和歌山県道61号堺かつらぎ線 重複区間起点    | 大阪府     | 河内長野市 | 河内長野市 | 滝畑         |                       |
| 大阪府道・和歌山県道61号堺かつらぎ線 重複区間終点    | 和歌山県   | 伊都郡     | かつらぎ町 | 大字大畑     | 終点                  |

### 沿線
- 河内長野市立文化会館（ラブリーホール）
- 道の駅奥河内くろまろの郷（あすかてくるで）
- 大阪府立花の文化園
- 高向神社
- 河内長野市立高向小学校
- 滝畑ダム
- 河内長野市立滝畑ふるさと文化財の森センター
- 滝畑四十八滝
- 光滝寺
  - 光滝寺キャンプ場

### 峠
- 大阪府
  - 蔵王峠（河内長野市 - 和歌山県伊都郡かつらぎ町）